# 지지 돌린

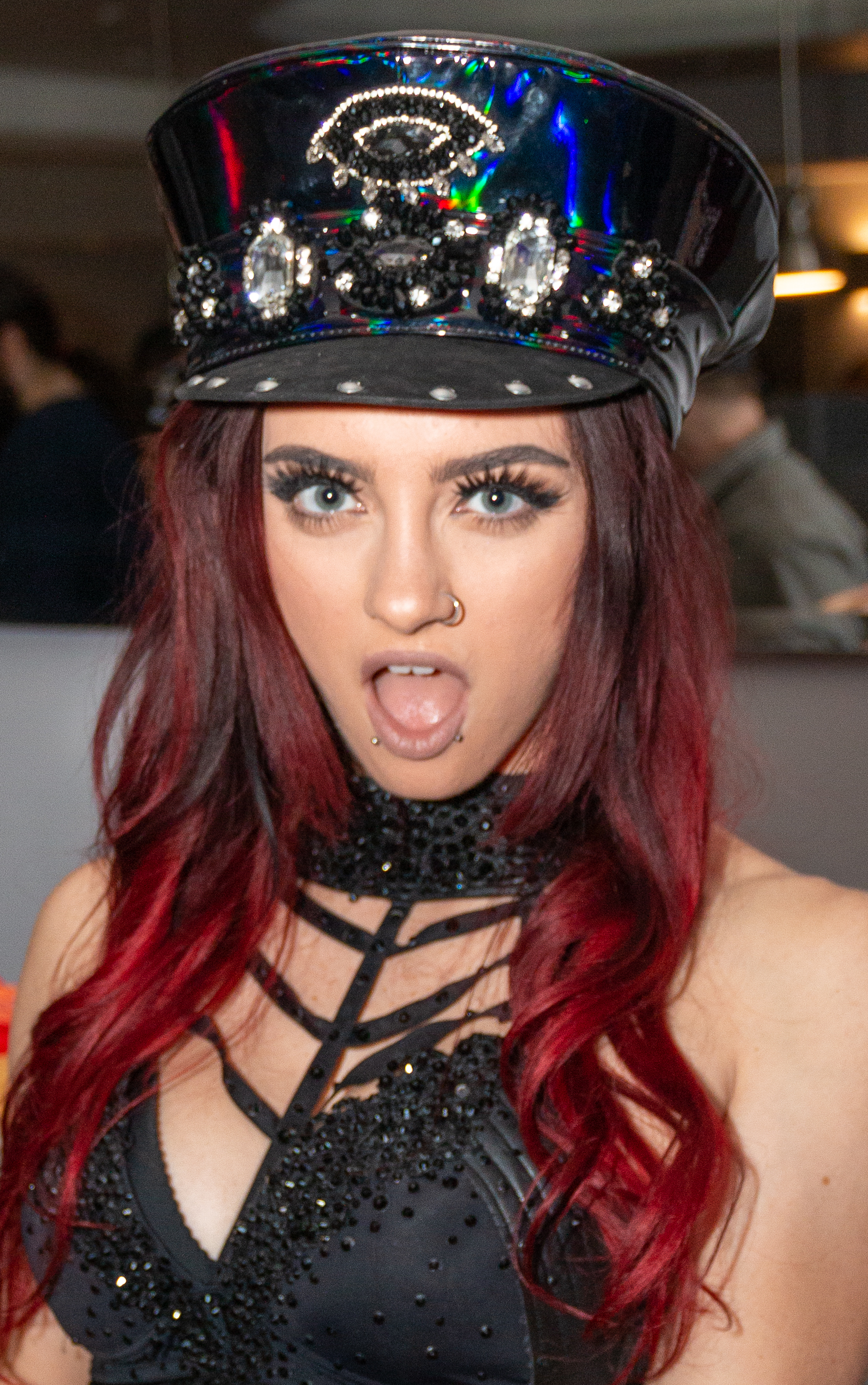

지지 돌린(Gigi Dolin)은 본명은 프리실라 리 켈리(Priscilla Lee Kelly, 1997년 6월 5일 ~ )라고 한다. 미국 조지아 더글러스빌이라는 태어난 모습이다. 여자 프로레슬링선수라는 있다. 키는 166cm(5 ft 5 in)에다가 몸무게는 68.5kg(151 lb)나가는데 주로 피니쉬는 지지 드라이버(앱도미널 스트레치 드라이버)로 사용을 한다. 이전 인디단체 이름이 프리실러 켈리(Priscilla Kelly)라고 있다. 2014년 프로레슬링 입문으로 밝히는 바다. 대표적으로 자신의 경기복에서 생리대를 꺼내 상대 입에 쳐박아넣는 장면으로 한때 레슬링 미디어를 뒤집어놓기도 했고 게다가 노골적으로 상대 얼굴에 허리를 그라인딩하는 일이 있었다고 한다. 게다가 이 엄청난 모습은 남자 선수들이랑 대결도 여러번 자주 있었다고 한다.

## Professional wrestling highlights
- Finishing moves
  - Gigi Driver (Abdominal stretch driver)
- Signature moves
  - Back splash
  - Boston crab
  - Bronco buster
  - Diving corner-to-corner-dropkick
  - Diving crossbody
  - Jumping headbutt
  - Jumping headbutt drop
  - Jumping side kick
  - Running lariat
  - Running STO
  - Swinging STO
- Tag teams and stables
  - Toxic Attraction
- Entrance themes
  - "Going To Hell" by The Pretty Reckless (Independent circuit; 2015-2020)
  - "How Soon is Now?" by The Smiths (Independent circuit; 2015-2020)
  - "Children of the Son" by Pipe Choir (Independent circuit; 2015-2020)
  - "Buried Alive" by Ashley Kessin (WWE NXT; 2021)
  - "Toxic" by Def Rebel (WWE NXT; 2021-2023; used as a member of Toxic Attraction)
  - "Watch Me Now" by Def Rebel (WWE NXT; 2023-present)

## 수상
- F1RST 레슬링 업타운 VFW 챔피언 (1회)
- 투게더 위 파이트 토너먼트 (1회) - 칩 데이
- GTS 인터젠더 챔피언 (1회)
- 랭크드 넘버 38 오브 더 탑 100 피멜 레슬링 인 더 PWI 위민스 100 인 2020
- 랭크드 넘버 14 오브 더 탑 100 태그팀 인 더 PWI 태그팀 100 인 2022 - 톡식 어트랙션
- 로그 태그팀 챔피언 (1회) - 비프리스
- 샤인 노바 챔피언 (1회)
- 샤인 노바 챔피언 이노그열 토너먼트 (2017)
- WWE NXT 위민스 태그팀 챔피언 (2회) - 제이시 제인